# Fänerenspitz
Der Fänerenspitz  (auch Fähnern) ist der nördlichste Schweizer Voralpen-Gipfel, der über 1500 m ü. M. hoch ragt. Er befindet sich auf dem Gemeindegebiet von Schwende-Rüte zwischen Eggerstanden und Brülisau im Kanton Appenzell Innerrhoden.
Lokal wird der Fänerenspitz als d'Fänere (die Fäneren) angesprochen.
Der Fänerenspitz ist zu Fuss gut erreichbar und bietet sich für Schneeschuhtouren und im Hochwinter sogar für Skitouren an, wenn in höher gelegenen Gebieten gefährliche Schneelagen herrschen.